# Pseudaneitea nodosa
Pseudaneitea nodosa är en snäckart som beskrevs av Burton 1977. Pseudaneitea nodosa ingår i släktet Pseudaneitea och familjen Athoracophoridae. Inga underarter finns listade i Catalogue of Life.